# یاسین-سوکان
یاسین-سوکان (به لاتین: Yasyn-Sokan) یک منطقهٔ مسکونی در روسیه است که در استان آستراخان واقع شده‌است.